# 老挝寺庙

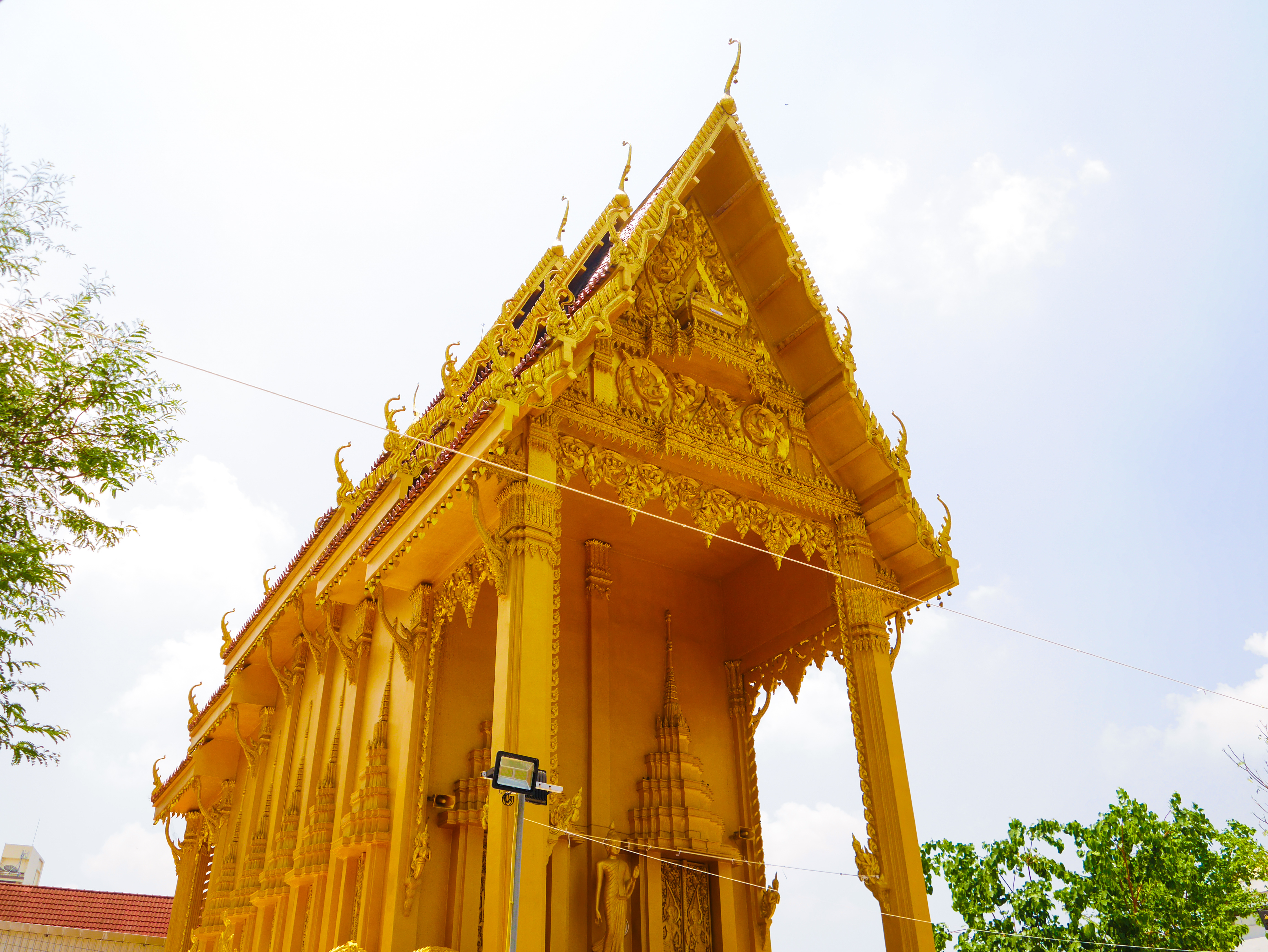
2019年的老挝寺庙。

老挝寺庙是一座由老挝人民建造，位于泰国曼谷吞武里县希兰鲁奇Bang Sai Kai运河沿岸的寺庙。